# Traunfall
Traunfall är ett vattenfall i Österrike.   Det ligger i distriktet Vöcklabruck och förbundslandet Oberösterreich, i den centrala delen av landet, 190 km väster om huvudstaden Wien. Traunfall ligger 385 meter över havet.
Terrängen runt Traunfall är huvudsakligen platt. Traunfall ligger nere i en dal. Närmaste större samhälle är Laakirchen, 4,2 km söder om Traunfall. 
Trakten runt Traunfall består till största delen av jordbruksmark. Runt Traunfall är det ganska tätbefolkat, med 70 invånare per kvadratkilometer.